# 장온 (동오)
장온(張溫, 193년 ~ 230년)은 중국 삼국 시대 오(吳)의 정치가로, 자는 혜서(惠恕)이며 양주(揚州) 오군(吳郡) 오현(吳縣) 사람이다.

## 행적
어려서부터 절조가 있었고, 용모가 매우 탁월했다. 손권(孫權)이 공경들에게 물었다.
"장온은 현재 누구와 견줄 만한가?"
대사농 유기(劉基)는 전종(全琮)의 무리에 견주었지만, 태상 고옹(顧雍)은 유기가 장온을 잘 모르는 것이며 장온에게는 아무도 견줄 수 없다고 말했다. 손권은 장온을 불렀고, 장온의 문사와 점대는 보는 사람들을 감탄시켰다. 손권도 태도를 고쳐 예를 더했으며, 장소(張昭)는 특히 장온에게 기대하였다. 의랑, 선조상서가 되었고, 태자태부로 승진했다. 손권에게 태자중서자로 덕행이 출중한 사람을 쓰도록 권하여, 진표(陳表) 등이 기용되었다.
32세에 보의중랑장(輔義中郞將)이 되어, 사자로서 촉에 파견되었다. 떠날 때 진밀(秦宓)과 문답을 하여 그를 깊이 존경하게 되었다. 돌아온 후 예장(豫章)으로 가 출병하였으나, 그 사업은 완성되지 않았다.
손권은 장온이 촉한의 정치를 찬미하는 것을 속으로 꺼렸고, 또 장온의 명성이 높아 무리들을 현혹시켜 자신에게 쓰이지 않을 것을 두려워했다. 그리하여 장온을 해할 궁리를 했다. 마침 장온이 추천한 상서 글염(曁艶)이 실각하여 자결하였는데, 글염이 장온과 줄곧 뜻을 같이하였고 편지를 주고받았으므로 장온에게도 죄가 미쳤다. 손권은 즉시 장온을 가두고, 장온이 글염과 함께하여 죄를 지은 점, 장온이 예장에서 군사 활동을 벌이다가 광릉 싸움에 명령을 받고도 참전하지 않은 점, 은례를 멋대로 쓴 점, 가원(賈原)을 추천하고 장강(蔣康)으로 가원을 대신하게 한 점을 들어 쫓아내 본군의 하급 관리로 삼게 했다. 낙통(駱統)은 장온과 사이가 좋지 않았으나, 표를 올려 손권이 장온의 죄로 지적한 점을 낱낱이 변호했다. 손권은 이를 받아들이지 않았다. 6년 후, 장온은 병이 들어 죽었다.

## 인물평
- 여요 사람 우준(虞俊)은 장온이 재능은 풍부하지만 지혜는 없고, 화려하지만 실질이 없으며, 결국 사람들의 원망을 한몸에 받아 실각할 것을 예견하고 탄식했다. 제갈량(諸葛亮)은 우준의 말을 듣고도 믿지 않았는데, 나중에 실로 그렇게 되자 우준에게 찬탄했으며, 한동안 그 이유를 깨닫지 못하다가 말했다. “알았다. 그 사람은 청탁과 선악의 구분이 너무 분명하기 때문이다.”[4]
- 진수는 《삼국지》에서 장온은 재능은 탁월했지만, 자신을 지키는 지혜가 부족하여 화를 입었다고 평했다.[1]

## 친척 관계
장윤(張允)은 선비를 중시하여 주와 군에서 이름을 떨쳤으며, 손권에게 동조연(東曹掾)으로 임명되었다가 죽었다.
장지(張祗)와 장백(張白)은 모두 명망이 있었으나, 형이 실각하면서 함께 쫓겨났다.

## 같이 보기
- 삼국지 인물 목록
- 진수 (서진)
- 나관중
- 배송지